# Logogramme
Cette page contient des caractères spéciaux ou non latins. S’ils s’affichent mal (▯, ?, etc.), consultez la page d’aide Unicode.
Cet article concerne la représentation d'un mot. Pour la représentation d'une organisation, voir logotype.
Un logogramme (du grec ancien : λόγος / lógos, « parole », ici « mot », et γράμμα / grámma, « caractère, lettre ») est un unique graphème notant un lemme (mot) entier et pas seulement une partie de ses phonèmes. Dans la majorité des cas, rien n'indique, dans un logogramme, comment il doit être prononcé (le signifiant en linguistique). En d'autres termes, c'est la plus petite unité significative du langage comme signe unique écrit  qui représente un mot complet, indépendamment de la langue.
Un logogramme notant un élément abstrait de la réalité (comme une notion, un morphème ou un lemme) est un idéogramme. Celui qui représente directement, en le dessinant, un élément concret de la réalité est un pictogramme.

## Systèmes logographiques
Le système logographique est le système d'écriture le plus ancien. En effet, il était utilisé par les langues des premières civilisations du Moyen-Orient, d'Afrique, d'Asie et d'Amérique, par exemple :
- les hiéroglyphes de l'Égypte antique ;
- les hiéroglyphes hittites de la langue louvite parlée en Anatolie ;
- l'écriture cunéiforme du sumérien, de l'akkadien et d'autres langues sémitiques ;
- les sinogrammes pour la langue chinoise, divers groupes ethniques en Chine ainsi que le japonais, le coréen et le vietnamien ;
- l'écriture maya des différentes langues mayas ;
- les hiéroglyphes de la langue micmac parlée au sein de la nation Micmac sur le continent nord-américain.

## Logogrammes courants des langues occidentales
Les langues occidentales à alphabet latin ont une très faible part de logogrammes dans leur écriture. Pourtant, parmi les quelques logogrammes utilisés, certains sont d'un emploi très courant.
C'est le cas des chiffres arabes, par exemple. En effet, si l'on prend le logogramme 1, celui-ci correspond dans chaque langue à un signifiant différent. Ces chiffres étant, de plus, utilisés maintenant presque partout dans le monde, le nombre de signifiants que 1 peut représenter est très important :
- un ou une en français ;
- one (voire a ou an) en anglais ;
- uno ou una en castillan ;
- وَاحِد, wāḥid en arabe ;
- 一 (ichi?) en japonais, etc.

De plus, dans une suite de logogrammes comme 10, 1 ne se lit plus un, one, etc. mais l'ensemble se dit, respectivement, dix, ten, diez, عَشْرَة (ʿašraʰ), jū, etc.
Outre les chiffres, d'autres logogrammes sont célèbres :
- l'esperluette, &, qu'on lira, selon sa langue, et, and, und, y, etc. ;
- l'arobase, @, qu'on peut prononcer chez ou à en français et at en anglais.

Les logogrammes ont cette caractéristique qu'ils permettent une grande intercompréhension écrite : un prix écrit « 100 € » par un Polonais restera compréhensible pour un Basque sans qu'il puisse forcément le prononcer en polonais.

## Sinogrammes
En outre, les sinogrammes (donc aussi les kanjis et les hanja) reposent principalement sur le système logographique : l'intercompréhension écrite reste alors possible, à divers degrés, entre locuteurs de langues très différentes comme le japonais ou le mandarin. Un Chinois lira, par exemple, le caractère 猫 māo tandis qu'il représentera neko pour un Japonais. Tous deux comprendront « chat ». On conçoit de plus qu'une écriture logographique implique un grand nombre de graphèmes différents pour représenter tous les lemmes du lexique (dans les faits, il est faux de penser qu'à chaque lemme corresponde un caractère unique ; l'article sur les sinogrammes explique pourquoi).
La principale difficulté de ces écritures, du reste, est que face à un caractère inconnu, et selon sa complexité, un lecteur peut ne pas être capable d'en deviner le sens, la prononciation, voire les deux, alors qu'avec un alphabet il est possible, au moyen d'un nombre limité de signes, de déchiffrer la prononciation de la majorité des mots d'une langue et de relier leur graphie à un signifiant, qui appellera un signifié.
Par exemple, il n'y a pas besoin d'apprendre spécifiquement à lire et écrire le mot chat pour savoir le prononcer. À tout le moins, la seule difficulté réside dans la connaissance ou non du fait que la consonne finale est muette : n'importe quel francophone peut donc lire /ʃa/ (ou /ʃat/, par erreur) et relier ces sons au bon signifié (le contexte permettant de déduire qu'il ne peut pas s'agir du chas d'une aiguille). Bien sûr, le signifiant n'est pas toujours aisé dans l'écriture latine, surtout lorsque sont mis en jeu des mots d'emprunt mal intégrés comme design en français.
Pour le caractère du chat 猫, la déduction du signifiant et du signifié est facilitée par le fait que :
- la partie gauche est la clef sémantique 94 犭 représentant un chien ou un mammifère de taille moyenne en général ;
- la partie droite correspond au phonème 苗, miáo, de l’onomatopée du cri du chat.

Pourtant, la partie phonétique de cet idéophonogramme se lit miáo et non māo et la clef n'indique que de manière très générale qu'il s'agit d'un mammifère, sans préciser lequel. Il serait donc exagéré d'affirmer que le signifiant comme le signifié se déduisent « naturellement » à la lecture.
Mais en étude étymologique, le caractère 苗, miáo, a aussi la signification de jeune pousse (clés de l’herbe et du champ cultivé). On peut donc penser que le créateur de ce caractère a voulu faire penser au chat comme une « jeune pousse » d’un mammifère qui fait « miaou », miáo, comme le phonème. Par suite, ce caractère devient parfaitement identifiable.
Beaucoup d’idéogrammes et d’idéophonogrammes ont des significations et des sens cachés comme seuls les Chinois ont su le faire par leur culture des similitudes. Les nombreux dictionnaires étymologiques expliquent comment la structure s’est souvent construite et comment la graphie des caractères a évolué au cours des siècles.
Il faut aussi mentionner les nombreuses erreurs des scribes qui se sont introduites et perpétuées dans tous les dictionnaires et les pertes sémantiques qui ont été occasionnées par la simplification des caractères de 1956.